# Larinopoda libussa
Larinopoda libussa är en fjärilsart som beskrevs av Otto Staudinger 1888. Larinopoda libussa ingår i släktet Larinopoda och familjen juvelvingar. Inga underarter finns listade i Catalogue of Life.